# Jean de la Balue
Jean de la Balue (1421-5 de octubre de 1491) fue un cardenal francés y ministro de Luis XI. 

## Carrera eclesiástica
Nació en una familia muy humilde de Angles-sur-l'Anglin en Poitou. Siguió estudios en la Universidad de Angers, donde fue licenciado en derecho en torno a 1457. Fue ordenado sacerdote en Poitiers. Protegido de Jacques Jouvenel des Ursins, obispo de Poitiers y patriarca de Antioquía, fue su albacea en 1457.
Fue nombrado canónigo de Saint-Maurille en 1461 y vicario general por el obispo de Angers, Jean de Beauveau. En 1462, lo acompañó a Roma, donde fue nombrado protonotario apostólico. Prebendado de Santa Margarita de Angers el 1 de septiembre de 1462, entró en conflicto con el capítulo y partió a París para defender su caso, donde se reunió con Charles de Melun, quien lo presentó a Luis XI. 

## Carrera política
Su actividad, la astucia y el dominio de la intriga le ganó el aprecio de Luis XI, quien lo nombró su secretario y limosnero. En 1464, el rey lo nombró consejero en el Parlamento y consejero de Estado. Así, se convirtió en intendente de finanzas y secretario de Estado.
Fue un personaje muy influyente en el reinado de Luis XI. El rey lo nombró obispo de Évreux el 4 de febrero de 1465, nombramiento que fue confirmado por el papa el 20 de mayo. Fue consagrado el 4 de agosto de 1465 en la catedral de Notre Dame en París por el obispo de esa diócesis, Guillaume Chartier, y tomó posesión del cargo el 22 de agosto siguiente.
Dejó el obispado de Évreux a su hermano Antoine Balue y fue transferido el 5 de junio de 1467 al obispado de Angers. Tomó posesión de esta sede el 11 de febrero de 1468, en reemplazo del obispo Beauveau, a quien acusó de hipócrita y fue depuesto por el arzobispo de Tours en 1465 y por el papa en 1467. Balue fue nombrado abad de Saint-Jean d’Angély en 1465, de Saint-Éloi, Saint-Thierry, Bec-Hellouin y de Saint-Ouen de Ruan en 1463.
El papa lo nombró cardenal durante el consistorio del 18 de septiembre de 1467. Recibió el título de Santa Susana el 13 de mayo de 1468 y fue consagrado por el cardenal Alain de Coëtivy. Incluso se convirtió en arzobispo en 1468, a pesar de su vida disoluta, dado que frecuentaba a varias mujeres.

## Debacle
Las intrigas de Jean de la Balue causaron la decapitación de Carlos de Melun en Loches en 1468 por orden de Luis XI; sin embargo, ese mismo año, perdió la confianza del rey tras haberse entrevistado con Carlos el Temerario y fue excluido del Consejo. Luego, intrigó con Carlos contra el rey, pero su correspondencia secreta fue interceptada y, el 23 de abril de 1469, fue acusado de traición. Detenido y encarcelado en Loches, fue trasladado posteriormente al castillo de Onzain, cerca de Blois, donde permaneció once años aprisionado. En 1480, gracias a la intervención del papa Sixto IV, fue puesto en libertad y, desde entonces, vivió a cuerpo de rey en la corte de Roma. En 1484 fue enviado incluso a Francia, como legado pontificio. Falleció en Ancona en octubre de 1491.